# Kuldīga
Kuldīga (deutsch Goldingen) ist eine Stadt mit 10.000 Einwohnern (Stand vom Jahr 2022) in der Region Kurland im Westen Lettlands am Fluss Venta und Sitz des Bezirks Kuldīga.
Seit 2023 gehört die Altstadt von Kuldīga zum UNESCO-Weltkulturerbe.

## Geschichte
An den Stromschnellen der Venta sind Ansiedlungen von Jägern und Fischern aus dem 2. Jahrtausend v. Chr. nachgewiesen. Weiter flussabwärts auf einem Hügel bestand seit dem frühen Mittelalter eine Befestigungsanlage der Kuren (Alt-Kuldinga). Im Jahr 1230 schloss der Gesandte des Papstes Baldwin von Alna einen Vertrag mit dem kurischen Herrscher Lammekin (lat.: Lammekinus rex), demzufolge dieser zum christlichen Glauben wechselte und dafür ein größeres Gebiet um Kuldinga als Lehen erhielt.
Der livländische Landmeister des Deutschen Ordens Dietrich von Grüningen errichtete 1242 nach einem Kriegszug gegen die Kuren an den Stromschnellen eine Burg, welche erst Jesusburg und später Goldingen hieß. 1252 wird eine hölzerne Kirche der heiligen Katharina erwähnt. Goldingen hatte ab 1355 Stadtrechte und wurde 1368 als Mitglied der Hanse geführt. 1395 wurde Arnoldus de Sacken urkundlich mit Erkuln und Goldingen belehnt.
Seit der Gründung des Herzogtums Kurland und Semgallen als Lehen der polnischen Krone 1561 war Goldingen eine der Residenzen des Herzogs Gotthard Kettler. Als nach Herzog Gotthards Tod das Herzogtum 1595 unter seinen Söhnen Wilhelm Kettler und Friedrich Kettler in das westliche Kurland und das östliche Semgallen geteilt wurde, war Goldingen zeitweise die Hauptstadt Kurlands. Unter Herzog Jakob Kettler blühte die Wirtschaft in Goldingen auf: so entwickelten sich zum Beispiel der Schiffbau, Salpeterfabriken und Ziegelbrennereien.
Durch den Polnisch-Schwedischen Krieg und den Großen Nordischen Krieg sowie eine Pestepidemie verlor die Stadt an wirtschaftlichem und politischem Einfluss. Nach dem Frieden von Nystad 1721 blieb das Herzogtum Kurland als selbstständiger Staat bestehen. In dieser Zeit entwickelte sich Kuldīga zu einem Zentrum des Orgelbaus. Nach der dritten Teilung Polens und der Auflösung der polnisch-litauischen Adelsrepublik im Jahre 1795 geriet Kurland und somit auch Kuldinga unter russische Herrschaft. Die Stadt wurde Sitz eines Kreishauptmanns im Kurländischen Gouvernement, eines der drei Ostseegouvernements.
Im 19. Jahrhundert erlebte die Stadt einen erneuten wirtschaftlichen Aufschwung. Die größten Unternehmen waren die Nadelfabrik Meteor, die Streichholzfabrik Vulkan (bis zum Jahr 2002) und eine Lederfabrik. 1874 wurde die Brücke über die Venta gebaut. Im Jahre 1881 hatte die Stadt bereits 9151 Einwohner. 1886 wurde das Lehrerseminar von Riga hierher verlegt. 1896 gründete sich in Kuldinga ein erster Bund der Sozialdemokraten des Baltikums. Nach dem Ersten Weltkrieg kam Kuldīga zum unabhängig gewordenen Lettland.
1935 wurde eine Schmalspurbahn nach Liepāja eingerichtet.
1939 wurden die Deutsch-Balten, die noch 13 Prozent der Stadtbevölkerung stellten, im Zuge des Hitler-Stalin-Pakts in den Warthegau umgesiedelt.
1940 besetzte die Rote Armee Lettland, was umfangreiche Deportationen der Bevölkerung zur Folge hatte. Nachdem die deutsche Wehrmacht 1941 Kuldīga erobert hatte, starteten Schikanen und Enteignungen der jüdischen Bewohner, die 1935 knapp ein Zehntel der Bevölkerung ausgemacht hatten. Später wurden sie in der Synagoge zusammengetrieben und dort knapp zwei Wochen interniert. Anschließend wurden sie innerhalb zweier Tage in den umliegenden Wäldern von Letten aus Kuldīga und Angehörigen der SS und der Wehrmacht erschossen. Hab und Gut der Ermordeten wurden unter der einheimischen Bevölkerung versteigert.
Nach der deutschen Kapitulation am 8. Mai 1945 marschierte die Rote Armee am 10. Mai 1945 in Kuldīga ein. Bis dahin war die Stadt im Kurlandkessel von der Heeresgruppe Kurland der Wehrmacht einschließlich lettischer Verbände gehalten worden.
In der sowjetischen Zeit von 1945 bis 1990/1991 war Kuldīga Kreisstadt, in der Industrie angesiedelt wurde: unter anderem holzverarbeitende Industrie, ein Werk für Stahlbeton-Fertigteile und eine Textilfabrik.

## Wappen
Goldingen besaß bereits zur Ordenszeit ein Siegel, in dessen Zentrum die heilige Katharina von Alexandrien stand. Das Stadtwappen zeigt die heilige Patronin weiß auf rot in der Mitte stehend mit abgespreizten Armen. In der rechten Hand hält sie das Richtrad, dem eine Kette mit einem Kreuz umhängt. Die linke Hand stützt sich auf ein abwärts gerichtetes Schwert. Die heutige Form wurde 1938 offiziell genehmigt.

## Sehenswürdigkeiten
- Reste der Burg Goldingen des Livländischen Ordens aus dem 13. Jahrhundert mit dem Burgwächterhaus
- Evangelisch-Lutherische Kirche St. Katharinen, erstmals 1252 erwähnt, im 16. und 17. Jahrhundert mehrfach nach Bränden restauriert. Neugotischer Turm von 1886, 45 Meter hoch. Altar und Kanzel im manieristischen Stil von 1660. Barocker Orgelprospekt von 1712 bis 1715 mit Orgel der deutschen Firma Sauer von 1882. Die Kirche diente bis 1939 der deutschen Gemeinde[4]
- Evangelisch-Lutherische Kirche St. Anna, erbaut von 1899 bis 1904 für die lettische Gemeinde, Architekt Wilhelm Neumann
- Römisch-katholische Kirche der Heiligen Dreifaltigkeit, erbaut 1640
- Orthodoxe Kirche Mariä Himmelfahrt, erbaut 1871
- Rathaus, 1860 errichtet
- Die Straßenbrücke über die Venta ist mit 164 Metern die längste mit dem Auto befahrbare Backsteinbrücke Europas. Sie wurde von 1873 bis 1874 erbaut, Architekt Otto Dietze
- Die Stromschnellen der Venta (deutsch Windau) sind mit 270 bis 275 Metern die breitesten Europas.
- Riežupes smilšu alas (Riežuper Sandhöhlen), ein ehemaliges Quarzsandbergwerk
- Die Synagoge hatte eine der prächtigsten Innenausstattungen in Lettland. Anfang der 1950er Jahre wurde sie zu einem Kino umgebaut. Dazu wurden eine Decke auf Höhe der Frauenempore eingezogen, Treppenhäuser eingebaut und der Haupteingang in den Ort der Heiligen Lade, die Aron ha-Qodesch (Toraschrein) gebrochen. Das Kino schloss wenige Jahre nach dem Ende der Sowjetunion. Seit 2011 befindet sich im Gebäude der ehemaligen Synagoge die Stadtbibliothek, unter anderem mit einer Sammlung von Büchern über die Geschichte des jüdischen Volkes.[5]

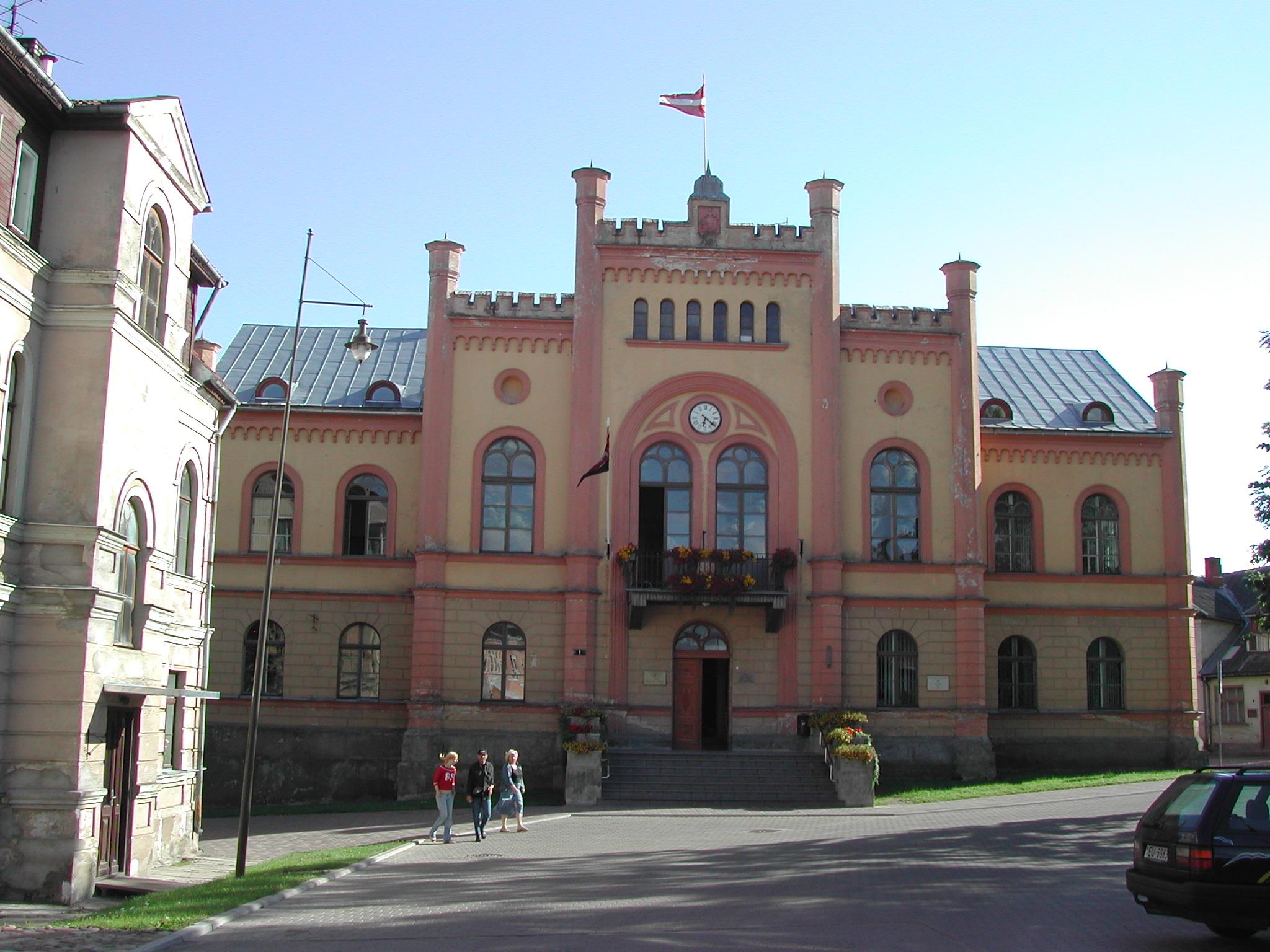
Rathaus
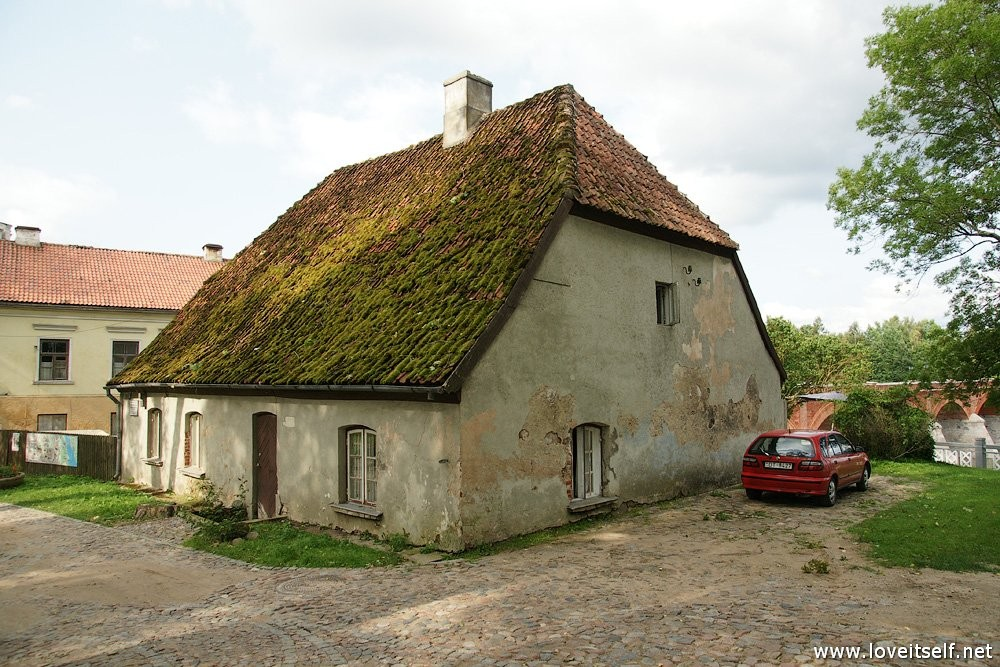
Burgwächterhaus
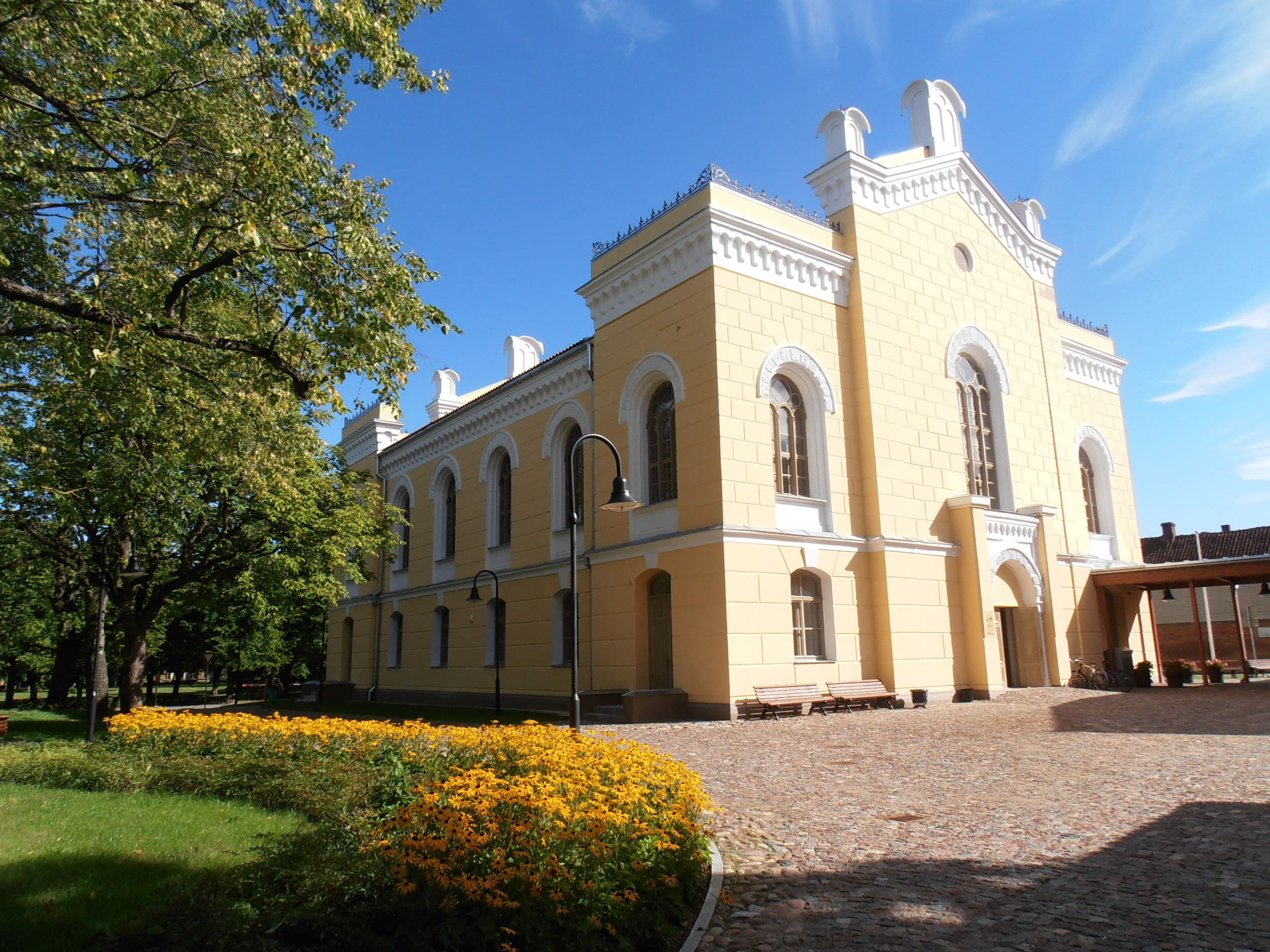
Ehemalige Synagoge, heute Stadtbibliothek
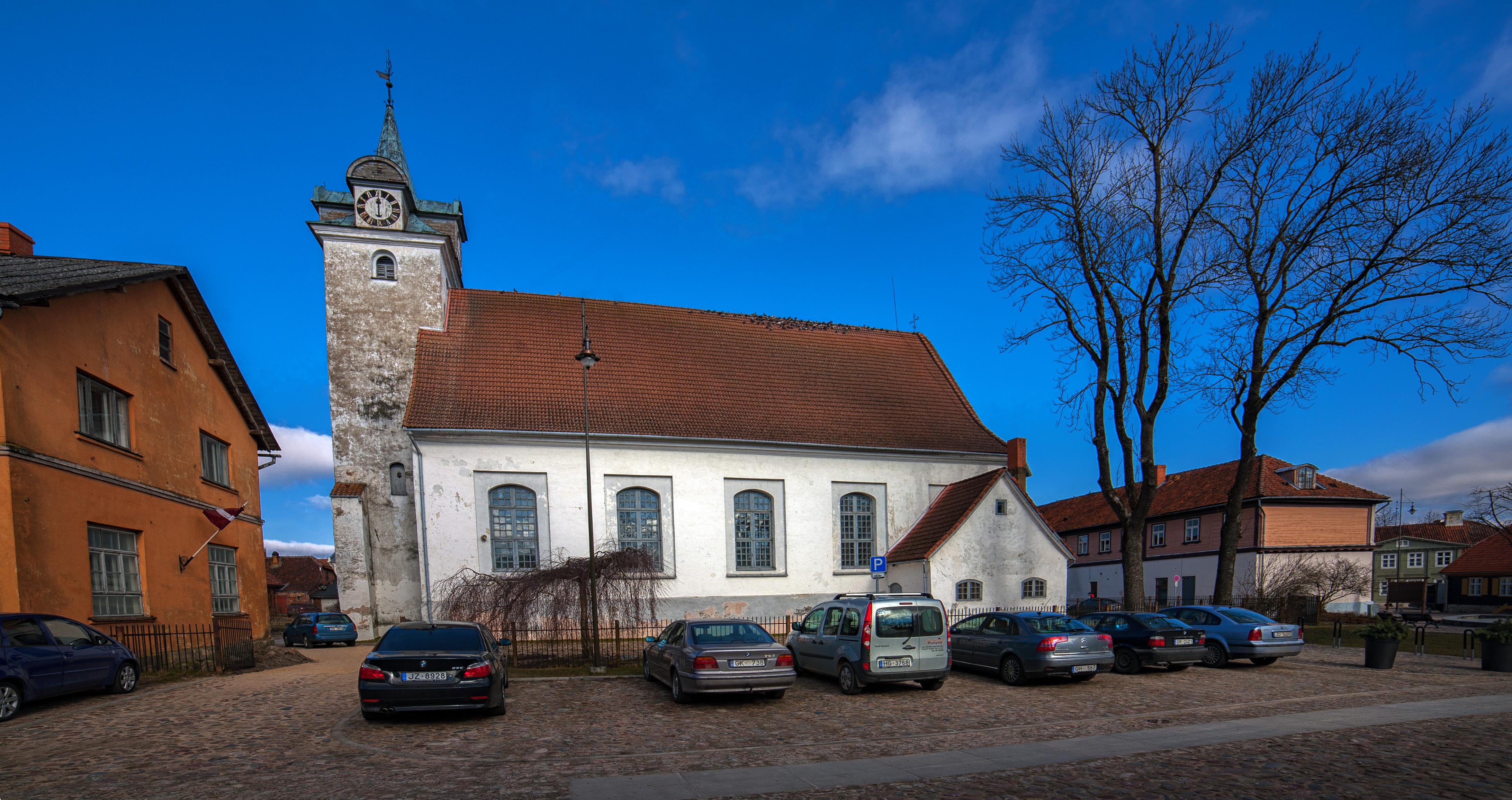
Dreifaltigkeitskirche
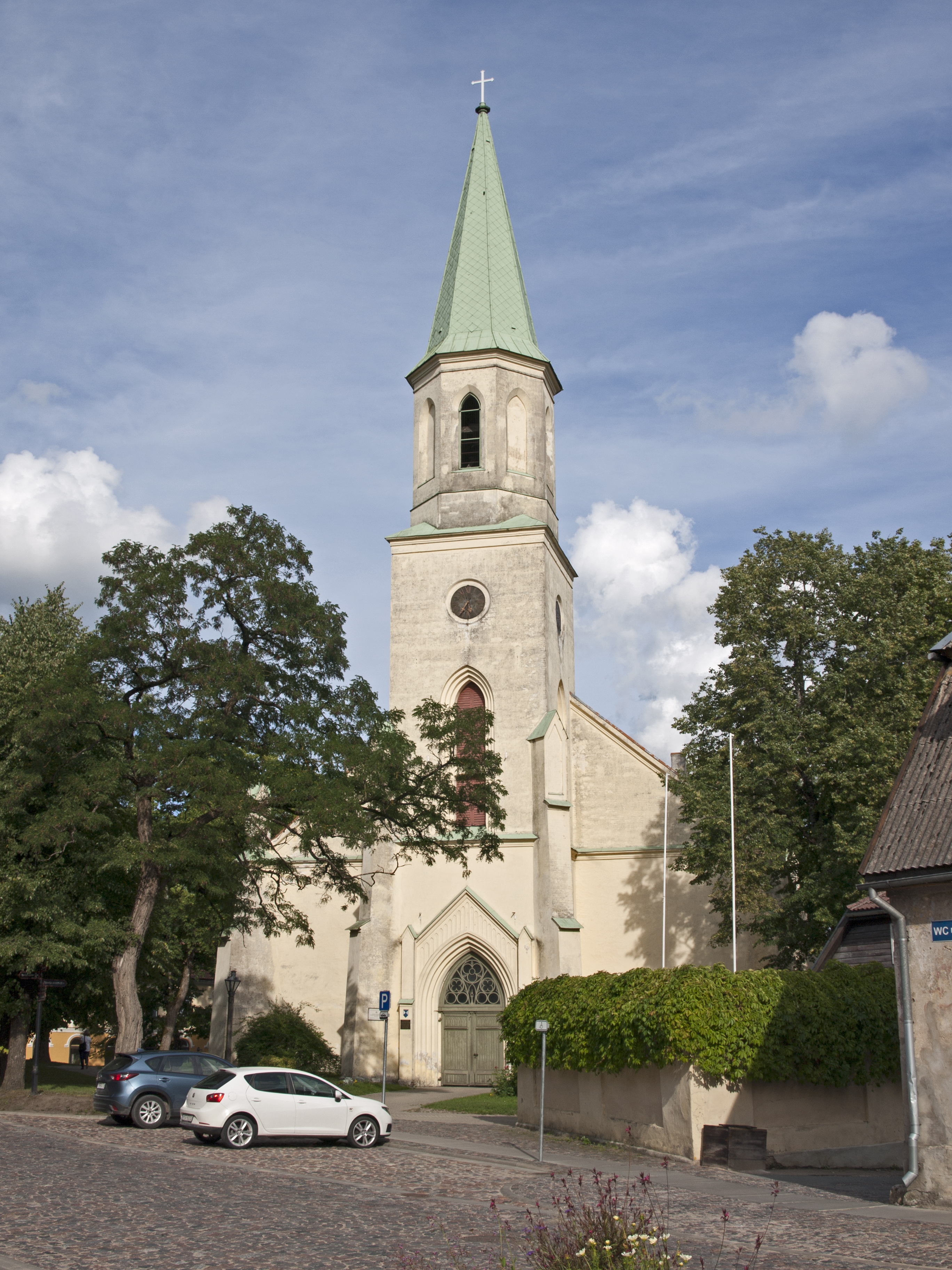
St.-Katharinen-Kirche
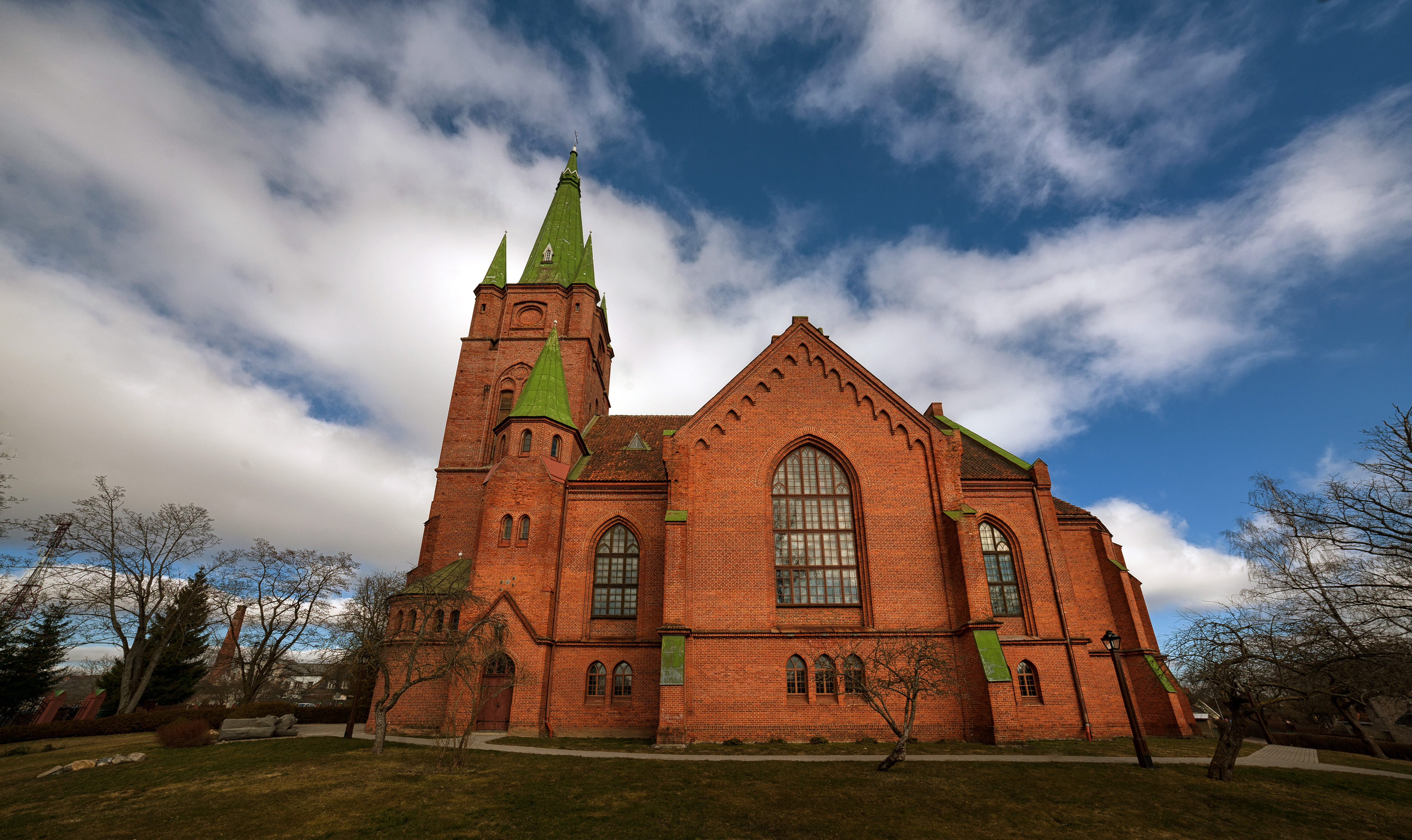
St.-Anna-Kirche
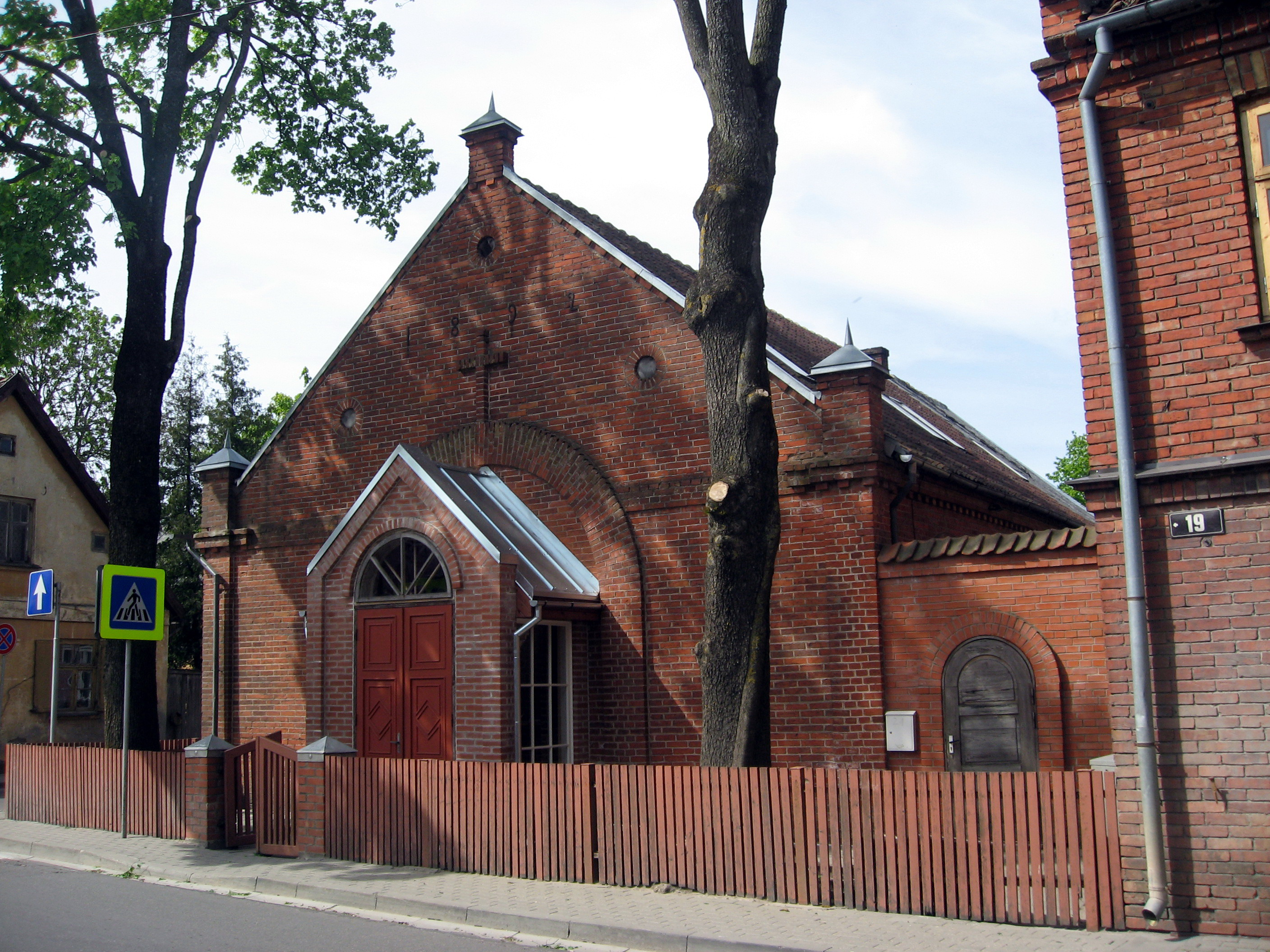
Baptistenkirche
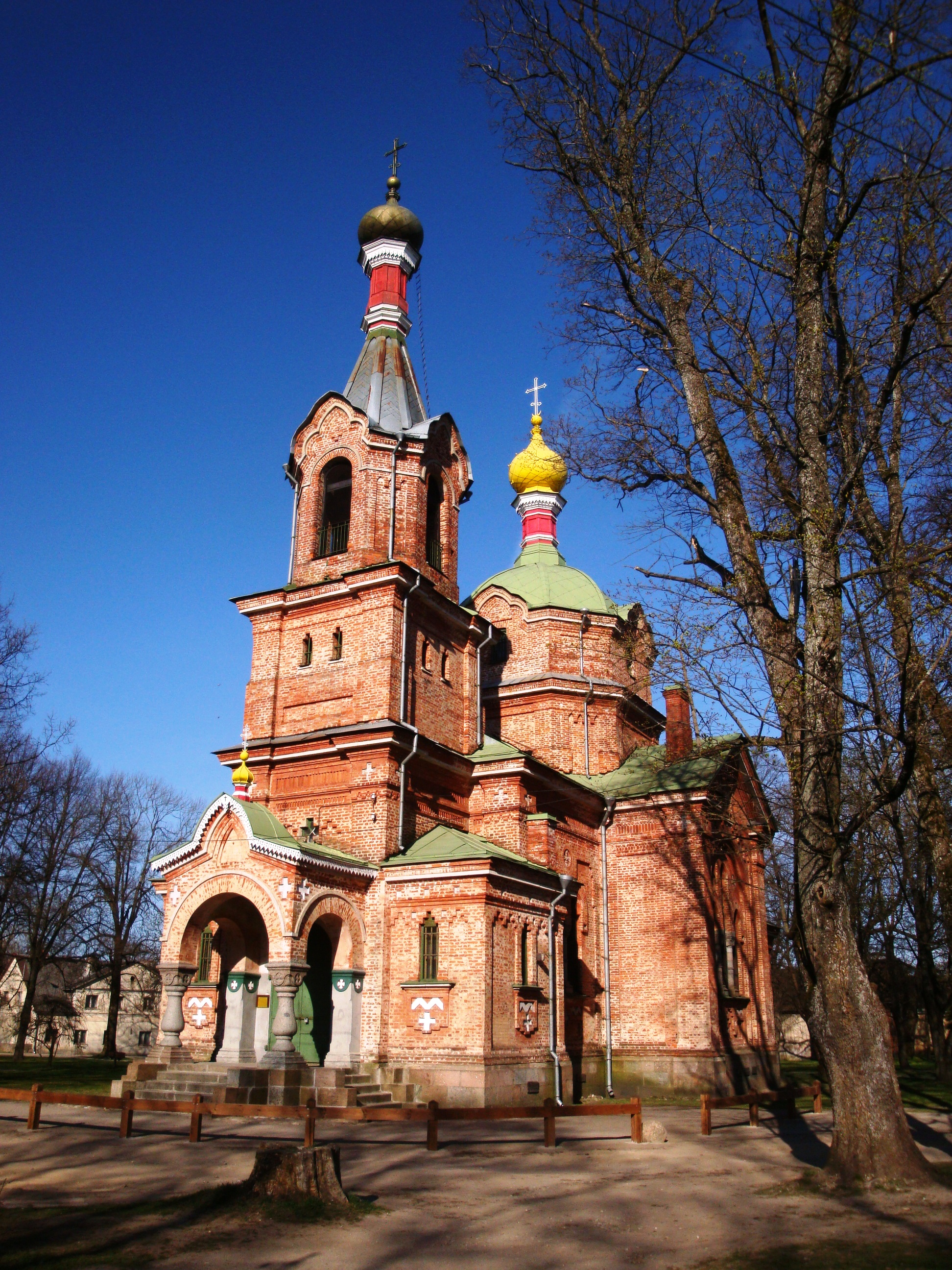
Orthodoxe Kirche
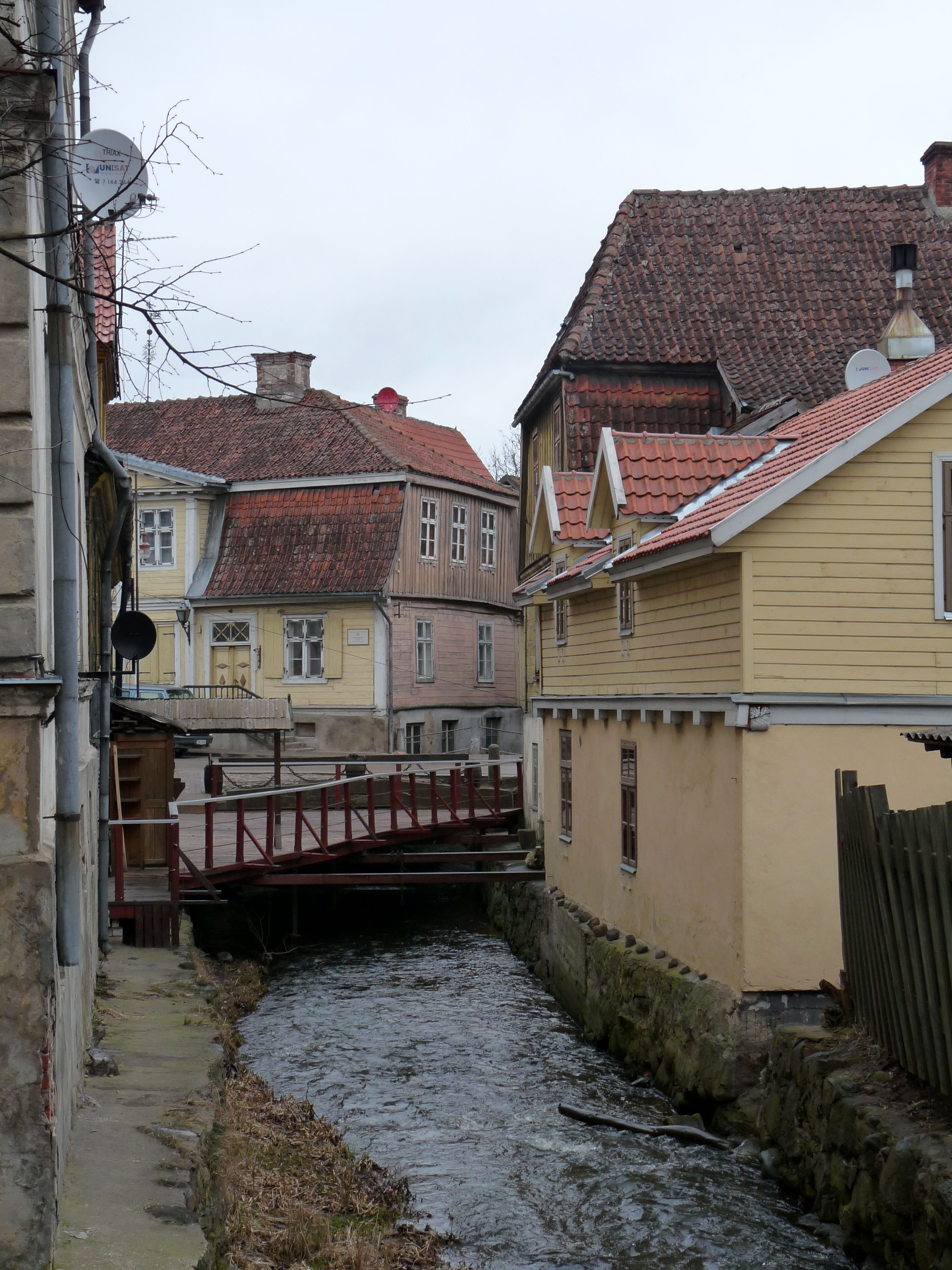
Alekšupīte-Bach in Kuldīga
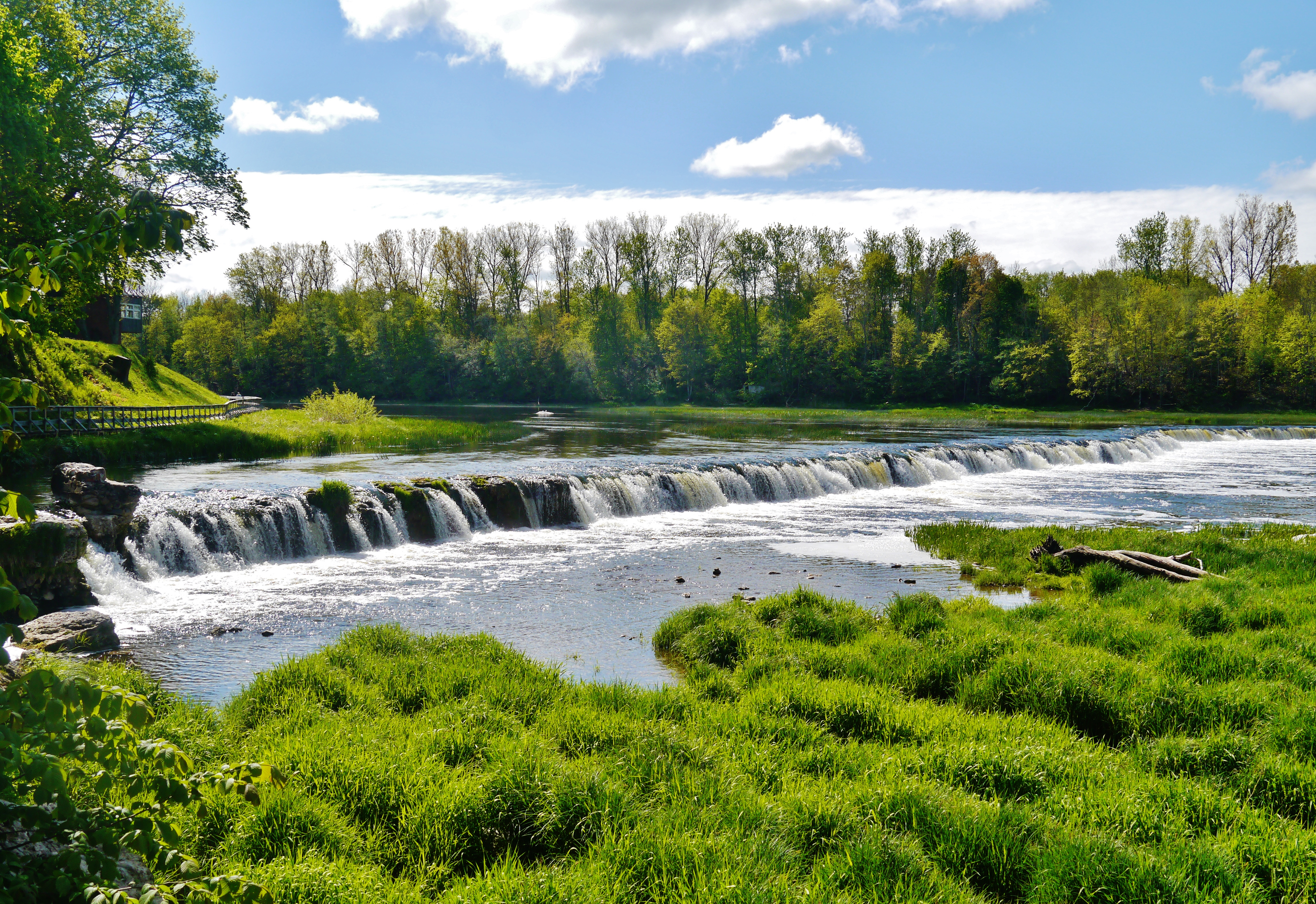
Stromschnellen an der Venta (lett.: Ventas rumba)

## Städtepartnerschaften
- Seit 1991 besteht eine Städtepartnerschaft mit Geesthacht in Schleswig-Holstein (Deutschland). Weitere Partnerstädte sind Mzcheta in Georgien und Drøbak in Norwegen.[6]
- Kuldīga ist Mitglied der Neuen Hanse und nahm mehrfach an den Hansetagen der Neuzeit teil.

## Söhne und Töchter der Stadt
- Jakob Kettler (1610–1682), Herzog von Kurland, Enkel des letzten Deutschordensmeisters Gotthard Kettler
- Karl Juljewitsch Dawidow (1838–1889), russischer Komponist, Dirigent, Cellist und Musikpädagoge
- Goswin von der Ropp (1850–1919), deutscher Historiker und Hochschullehrer
- Alexander Leitner (1864–1923), russischer Ingenieur und Unternehmer
- Thekla Lingen (1866–1931), deutsche Schriftstellerin
- Oswald Bauer (1876–1936), deutsch-baltischer Metallphysiker
- Zelig Hirsch Kalmanovitch (1885–1943), Jiddist, Philologe und Übersetzer
- Sergei Michailowitsch Tretjakow (1892–1937), russischer Schriftsteller
- Max Weinreich (1894–1969), ein auf Jiddisch spezialisierter Sprachwissenschaftler
- Karl-Otto Schlau (1920–2001), deutsch-baltischer Verwaltungsjurist
- Robert Rosentreter (1931–2015), deutscher Marineoffizier und Militärjournalist
- Guntars Sietiņš (* 1962), Grafiker, Medailleur und Hochschullehrer
- Inga Bērziņa (* 1963), Politikerin
- Andris Reiss (* 1978), Radrennfahrer
- Jānis Miņins (* 1980), Bobfahrer
- Dana Reizniece-Ozola (* 1981), Schachspielerin und Finanzministerin Lettlands
- Inga Vētra (* 1981), Volleyball- und Beachvolleyballspielerin
- Linda Krūmiņa (* 1984), Schachspielerin
- Andris Treimanis (* 1985), Fußballschiedsrichter
- Toms Šmēdiņš (* 1986), Beachvolleyballspieler
- Jānis Šmēdiņš (* 1987), Volleyball- und Beachvolleyballspieler
- Dāvis Ikaunieks (* 1994), Fußballspieler
- Kristiāns Fokerots (* 2005), Volleyball- und Beachvolleyballspieler